# Urtica pilulifera
L'ortica a campanelli (Urtica pilulifera L.) è una pianta erbacea annuale appartenente alla famiglia delle Urticacee, diffusa nelle regioni mediterranee.
Come molte ortiche, possiede peli che, quando toccati, causano prurito.

## Descrizione

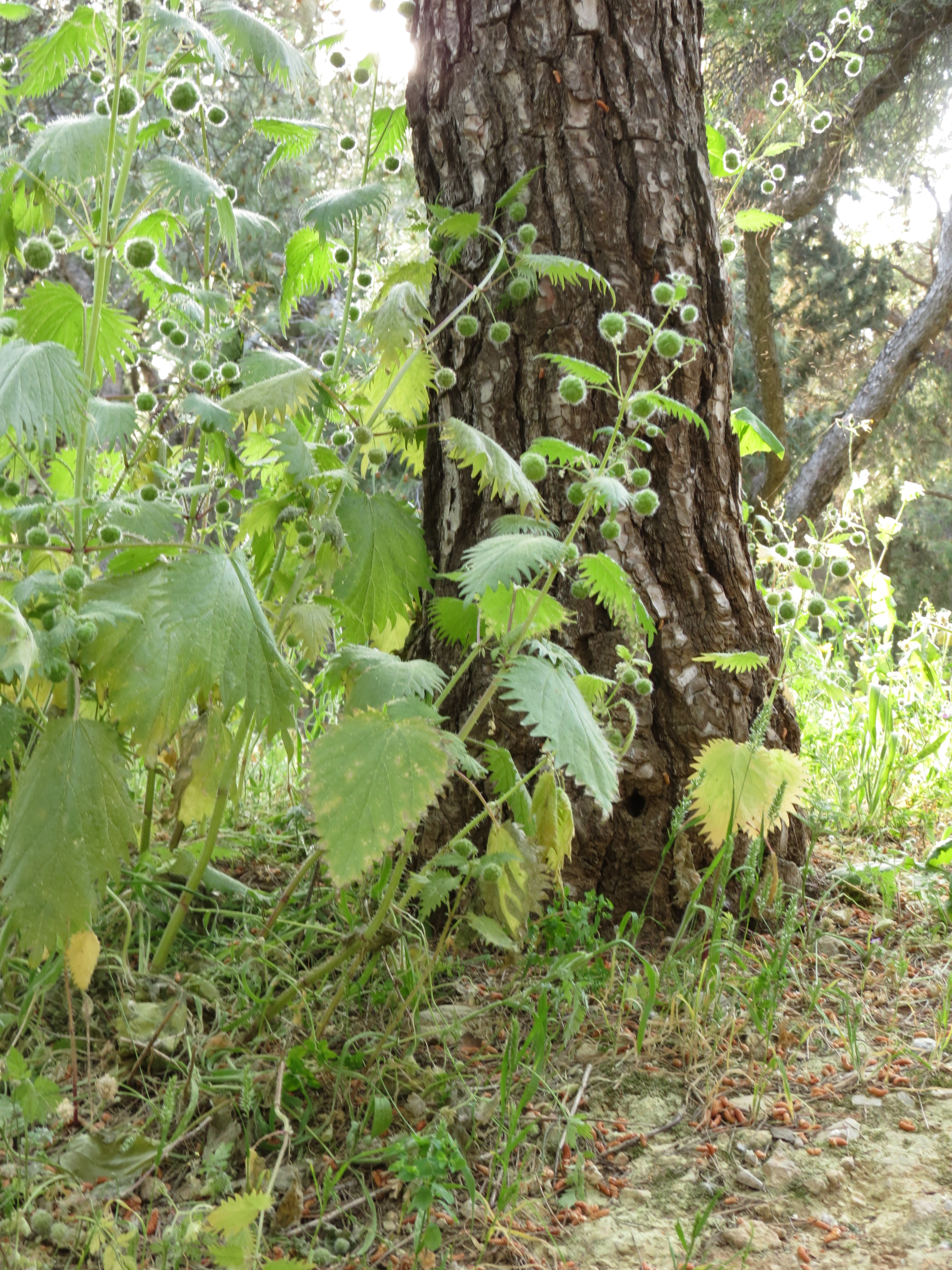
Urtica pilulifera

Erba annuale, monoica, alta tra i 30 e i 100 cm. Il fusto è eretto, poco ramificato, di colore tendente al marrone-viola, con peli urticanti sparsi, cilindrico in basso e a sezione quadrangolare in alto.
Le foglie sono lunghe e lanceolate, ovate, opposte, seghettate, anch'esse con peli urticanti, con 4 stipole alla base.
I fiori sono unisessuali, maschili e femminili sullo stesso individuo. I fiori maschili, formati da 4 perianzi, sono raccolti in racemi, spesso eretti, lunghi 4–7 cm. I fiori femminili sono raccolti in strutture globose di 5–10 mm di diametro, altamente pelose, peduncolate, e sono costituiti ciascuno di 4 perianzi a 2 a 2 uguali e opposti.
Il frutto è un achenio, oblungo ovoidale, lungo fino a 3 mm, di color marrone o verde scuro.

## Distribuzione e habitat
U. pilulifera si incontra nel bacino del Mediterraneo, fino a 1.200 m di quota, in Medio Oriente e in Asia sud-occidentale. In Italia cresce dalla Liguria e dall'Appennino bolognese fino alla Calabria, nonché in Sicilia e in Sardegna.
Predilige i luoghi ricchi di azoto, soleggiati. Si trova sui terreni incolti, nei campi o ai bordi delle strade.

## Tassonomia
L'ortica a campanelli è stata classificata nel 1753 da Linneo nell'opera Species Plantarum. Simile all'U. membranacea, si riconosce per i fiori raccolti in piccoli globi e il dente più lungo delle foglie seghettate.

## Usi
Come U. dioica, anche U. pilulifera può essere la base di numerose pietanze e trova uso nella medicina popolare, ad es. contro artriti e reumatismi.